# I'm Too Sexy
I'm Too Sexy est une chanson du trio anglais Right Said Fred tirée de leur album Up. Le single a été en tête des classements américains pendant trois semaines au début de 1992, après avoir culminé à la deuxième place en Grande-Bretagne au moins six mois plus tôt.

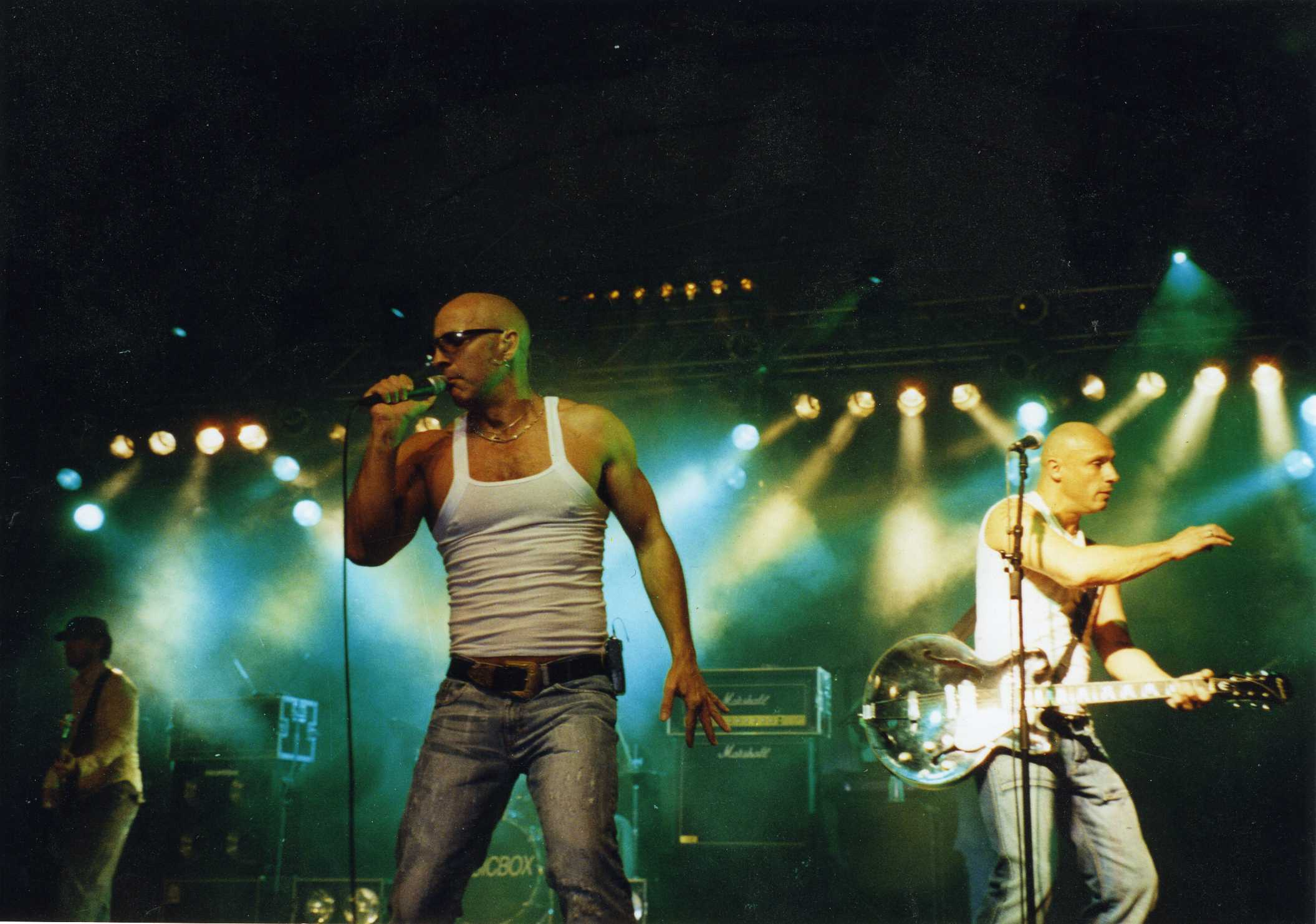
RSF en concert.

Au Royaume-Uni, la chanson a égalé le record du plus grand nombre de semaines à la seconde place des classements, sans jamais être en tête, en restant numéro deux durant six semaines d'affilée. Cela égale le record précédent, établi par Vader Abraham en 1978 avec la version anglaise de la Chanson des Schtroumpfs, The Smurf Song.

## Liste des titres par édition
CD britannique (CD SNOG 1)
1. I'm Too Sexy (Betty's mix)
2. I'm Too Sexy (7" mix)
3. I'm Too Sexy (12" instrumental)
4. I'm Too Sexy (Italian version)

7" britannique (SNOG 1) / cassette (CA SNOG 1)
1. I'm Too Sexy
2. I'm Too Sexy (instrumental)

12" britannique (12 SNOG 1)
1. I'm Too Sexy
2. I'm Too Sexy (7" version)
3. I'm Too Sexy (12" instrumental)

Single américain
1. I'm Too Sexy (7" version)
2. I'm Too Sexy (Extended Club Mix)
3. I'm Too Sexy (Betty's Mix)
4. I'm Too Sexy (Instrumental)
5. I'm Too Sexy (Catwalk Mix)
6. I'm Too Sexy (Tushapella)
7. I'm Too Sexy (Spanish version)

## Classements
| Classement (1991–1992)                          | Meilleure position |
| ----------------------------------------------- | ------------------ |
| Allemagne (Media Control AG)                    | 14                 |
| Australie (ARIA)                                | 1                  |
| Autriche (Ö3 Austria Top 40)                    | 1                  |
| Belgique (Flandre Ultratop 50 Singles)          | 3                  |
| Belgique (Flandre VRT Top 30)                   | 3                  |
| Canada (RPM 10 Dance)                           | 1                  |
| Canada (RPM 100 Hit Tracks)                     | 2                  |
| États-Unis (Billboard Hot 100)                  | 1                  |
| États-Unis (Cash Box)                           | 4                  |
| États-Unis (Hot Dance Club Play)                | 4                  |
| États-Unis (Hot Dance Music/Maxi-Singles Sales) | 1                  |
| États-Unis (Modern Rock Tracks)                 | 28                 |
| Europe (Eurochart Hot 100)                      | 7                  |
| Irlande (IRMA)                                  | 1                  |
| Norvège (VG-lista)                              | 2                  |
| Nouvelle-Zélande (RMNZ)                         | 1                  |
| Pays-Bas (Nederlandse Top 40)                   | 20                 |
| Pays-Bas (Single Top 100)                       | 19                 |
| Pologne (Classements Singles)                   | 30                 |
| Royaume-Uni (UK Singles Chart)                  | 2                  |
| Suède (Sverigetopplistan)                       | 8                  |

| Classement (1991) | Position |
| ----------------- | -------- |
| Australie (ARIA)  | 13       |

| Classement (1992)              | Position |
| ------------------------------ | -------- |
| Autriche (Ö3 Austria Top 40)   | 12       |
| États-Unis (Billboard Hot 100) | 13       |

| Pays              | Certification | Date              | Ventes certifiées |
| ----------------- | ------------- | ----------------- | ----------------- |
| Autriche (IFPI)   | Or            | 4 mai 1992        | 15 000            |
| Canada (CRIA)     | Or            | 20 mars 1992      | 5 000             |
| États-Unis (RIAA) | Platine       | 21 février 1992   | 1 000 000         |
| Royaume-Uni (BPI) | Or            | 1er novembre 1991 | 400 000           |